# Punti di vista
Punti di vista è un album di Loretta Goggi del 1989 pubblicato su etichetta Fonit Cetra.

## Descrizione
Dopo la grande consacrazione di Loretta Goggi come uno dei personaggi femminili di punta della RAI negli anni ottanta, che la vede protagonista in programmi di successo quali il Loretta Goggi in quiz, il Festival di Sanremo, Il bello della diretta, Canzonissime e Ieri, Goggi e domani, la cantante prosegue il suo nuovo corso musicale dopo aver firmato un contratto quinquennale con la casa discografica Fonit Cetra, all'epoca di proprietà della televisione di stato, per la realizzazione di cinque album, avvalendosi di Mario Lavezzi come nuovo produttore..
L'album vede la presenza tra le firme di diversi cantautori a cui arriderà grande successo negli anni successivi: tra i brani dell'album si ricordano Il mio uomo di Ron, Desideri di Paolo Vallesi e Giuseppe Dati, Questo show di Enrico Ruggeri e Luigi Schiavone, Ottocento della collaudata coppia Mario Lavezzi-Oscar Avogadro, Fino all'ultimo respiro di Gianni Bella (su testo sempre di Avogadro) e Passi di Raf (coautore del pezzo).

## Promozione e successo commerciale
I brani dell'album vengono presentati nel corso della trasmissione Rai Via Teulada 66, condotta da Loretta per il mezzogiorno su Raiuno.
Dall'album viene estratto quello che è a tutt'oggi l'ultimo 45 giri della Goggi, Il mio uomo, utilizzato anche come sigla finale del programma.. Il singolo raggiunse il quattordicesimo posto dei brani più venduti. e vinse il Premio Regia Televisiva come miglior canzone nel 1989. Secondo le certificazioni ufficiali della FIMI il singolo vendette ventimila copie.

## Edizioni
L'album è il primo della cantante ad uscire contemporaneamente in tutti e tre i supporti discografici principali, LP, MC e CD. Quest'ultimo supporto, a causa del fatto che non fosse ancora molto diffuso sul mercato, è divenuto tra i CD più rari e ricercati della cantante in termini collezionistici.
Il disco è stato ristampato in CD nel 2010 nella collana Original Album Series edita dalla Rhino Records per la Warner Fonit.

## Tracce
Testi di Cheope, Oscar Avogadro, Ron, Giuseppe Dati, Enrico Ruggeri, Gianni Albini, musiche di Roberto Soffici, Gianni Bella, Mario Lavezzi, Paolo Vallesi, Raf, Damiano Dattoli, Luigi Schiavone, Geoff Westley.
1. Il mio uomo – 3:55 (Ron)
2. Poter dividere – 3:13 (testo: Cheope – musica: Geoff Westley)
3. E mi piaci tu – 4:07 (testo: Oscar Avogadro – musica: Roberto Soffici)
4. Caro amore – 4:00 (testo: Oscar Avogadro – musica: Mario Lavezzi)
5. Desideri – 4:19 (testo: Giuseppe Dati – musica: Giuseppe Dati, Paolo Vallesi)
6. Ottocento – 3:17 (testo: Oscar Avogadro – musica: Mario Lavezzi)
7. Fino all'ultimo respiro – 3:58 (testo: Oscar Avogadro – musica: Gianni Bella)
8. Questo show – 4:23 (Enrico Ruggeri, Luigi Schiavone)
9. Grande – 3:22 (testo: Oscar Avogadro – musica: Damiano Dattoli)
10. Passi – 4:50 (testo: Giuseppe Dati, Gianni Albini – musica: Raf)

## Formazione
- Loretta Goggi – voce
- Alfredo Golino – batteria
- Paolo Carta – chitarra
- Pinuccio Pirazzoli – tastiera
- Giulia Fasolino, Roberto Soffici – cori